# Alcyopis nigrovittata
Alcyopis nigrovittata là một loài bọ cánh cứng trong họ Cerambycidae.